# その未来は今
「その未来は今」(そのみらいはいま)は、日本のバンドthe pillowsの21枚目のシングルである。2004年10月6日発売。発売元はキングレコード。

## 概要
- ジャケットデザインはTOMOVSKYが担当している。
- PV監督は今井淳也。
- 後に『LOSTMAN GO TO YESTERDAY』に収録。

## 収録曲
1. その未来は今(3:25)
作詞・作曲：山中さわお、編曲：the pillows
2. Beehive(4:42)
作詞・作曲：山中さわお、編曲：the pillows
米倉千尋の8thアルバム『azure』に収録されている提供曲のセルフカバー
3. Heavy Sun (with baby son)(2:43)
作詞・作曲：山中さわお、編曲：the pillows

## 収録アルバム

### その未来は今
- オリジナル『GOOD DREAMS』（2004年11月3日）
- ベスト『LOSTMAN GO TO YESTERDAY』（2007年11月14日）
- ベスト『Once upon a time in the pillows』（2009年6月3日）

### Beehive
- ベスト『LOSTMAN GO TO YESTERDAY』（2007年11月14日）

### Heavy Sun (with baby son)
- ベスト『LOSTMAN GO TO YESTERDAY』（2007年11月14日）